# Acacia spilleriana
Acacia spilleriana là một loài thực vật có hoa trong họ Đậu. Loài này được J.E.Br. miêu tả khoa học đầu tiên.